# Salve (Italia)
Salve (Sarve in dialetto salentino) è un comune italiano di 4 536 abitanti  della provincia di Lecce in Puglia.
Situato nel versante ionico del basso Salento, comprende anche la frazione di Ruggiano e le marine di Pescoluse, Torre Pali, Posto Vecchio e Lido Marini. Fa parte dell'unione dei comuni Terra di Leuca. Il suo litorale è dal 2009 Bandiera Blu della FEE e dal 2016 il comune fa parte dell'associazione Borghi Autentici d'Italia.

## Geografia fisica

### Territorio
Il territorio del comune di Salve, che si estende per 32,8 km², è situato nel basso Salento lungo la costa ionica del Capo di Leuca. Il centro abitato sorge sui modesti rilievi delle serre salentine a 130 m s.l.m.; il territorio comunale è compreso tra gli 0 e i 165 m s.l.m.
L'entroterra salvese è caratterizzato da lievi ondulamenti tra i quali si apre il Canale dei Fani, un ampio canalone di origine erosiva. Le sponde del canale presentano un sistema di terrazzamenti coltivati ad ulivi, sebbene siano presenti lembi sparsi di macchia mediterranea a prevalenza di lentisco, fillirea e mirto; il corso d'acqua, alimentato da affioramenti e piccole sorgenti di acque sotterranee, è percepibile nella presenza di una striscia più o meno continua di canneto a cannuccia di palude e di rari esemplari di agnocasto. La fascia costiera, un tempo zona paludosa, fu completamente bonificata negli anni trenta del Novecento attraverso la creazione di canali e bacini artificiali. Il litorale, dai bassi fondali dalle cui acque emergono piccoli scogli come l'isolotto della Fanciulla, presenta una distesa di sabbia bianca e finissima circondato da dune ricoperte da varie specie vegetali della famiglia delle acacie, da piante graminacee e, soprattutto, dai caratteristici gigli marini.
Confina a nord con i comuni di Presicce-Acquarica e Alessano, a sud e ad est con il comune di Morciano di Leuca, a sud con il Mare Ionio, a ovest con il comune di Ugento.
- Classificazione sismica: zona 4 (sismicità molto bassa), Ordinanza PCM n. 3274 del 20/03/2003

### Clima
Dal punto di vista meteorologico Salve rientra nel territorio del basso Salento che presenta un clima prettamente mediterraneo, con inverni miti ed estati caldo umide. In base alle medie di riferimento, la temperatura media del mese più freddo, gennaio, si attesta attorno ai +17 °C, mentre quella del mese più caldo, agosto, si aggira sui +28,3 °C. Le precipitazioni medie annue, che si aggirano intorno ai 321 mm, presentano un minimo in primavera-estate ed un picco in autunno-inverno.
Facendo riferimento alla ventosità, i comuni del basso Salento risentono debolmente delle correnti occidentali grazie alla protezione determinata dalle serre salentine che creano un sistema a scudo. Al contrario le correnti autunnali e invernali da Sud-Est, favoriscono in parte l'incremento delle precipitazioni, in questo periodo, rispetto al resto della penisola. La neve è un fenomeno assente.
| Salve                      | Mesi | Mesi | Mesi | Mesi | Mesi | Mesi | Mesi | Mesi | Mesi | Mesi | Mesi | Mesi | Stagioni | Stagioni | Stagioni | Stagioni | Anno |
| Salve                      | Gen  | Feb  | Mar  | Apr  | Mag  | Giu  | Lug  | Ago  | Set  | Ott  | Nov  | Dic  | Inv      | Pri      | Est      | Aut      | Anno |
| -------------------------- | ---- | ---- | ---- | ---- | ---- | ---- | ---- | ---- | ---- | ---- | ---- | ---- | -------- | -------- | -------- | -------- | ---- |
| T. max. media (°C)         | 18,6 | 21,4 | 23,1 | 25,7 | 29,8 | 32,2 | 33,6 | 33,6 | 33,1 | 26,7 | 23,0 | 19,2 | 19,7     | 26,2     | 33,1     | 27,6     | 26,7 |
| T. min. media (°C)         | 15,2 | 17,0 | 20,2 | 21,4 | 21,7 | 21,9 | 22,7 | 23,1 | 23,0 | 21,1 | 18,1 | 16,0 | 16,1     | 21,1     | 22,6     | 20,7     | 20,1 |
| Precipitazioni (mm)        | 36   | 34   | 32   | 27   | 21   | 17   | 17   | 14   | 26   | 34   | 31   | 32   | 102      | 80       | 48       | 91       | 321  |
| Umidità relativa media (%) | 79,0 | 78,9 | 78,6 | 77,8 | 75,7 | 71,1 | 68,4 | 70,2 | 75,4 | 79,3 | 80,8 | 80,4 | 79,4     | 77,4     | 69,9     | 78,5     | 76,3 |

- Classificazione climatica di Salve:[8]
  - Zona climatica: C
  - Gradi giorno: 1224

## Storia
La presenza di monumenti megalitici, quali dolmen, menhir e specchie, testimoniano la frequentazione umana sin da epoche remote. Nell'età del bronzo il territorio di Salve ospitava insediamenti messapici testimoniati da diversi ritrovamenti archeologici. È il caso dell'insediamento della Masseria dei Fani abitato a più riprese dal 1550 a.C. al 470 a.C., del villaggio denominato Spigolizzi che risalirebbe all'Età del Bronzo Medio (XVI-XV secolo a.C.), della mitica cittadella di Cassandra che secondo la leggenda disponeva di un mulino che macinava le pepite d'oro; il centro era florido in realtà grazie alla produzione di olio e vino e fu devastato dai Goti nel 548 d.C.
Una vecchia leggenda narra che l'origine dell'attuale centro urbano risalirebbe al centurione Salvius, che nel 267 a.C. avrebbe avuto queste terre in premio dopo l'assoggettamento del Salento a Roma. In realtà dagli studi archeologici più recenti la nascita dell'abitato di Salve si fa risalire al periodo compreso tra il 400 ed il 500 d.C.
Il centro abitato si espanse per lo spostamento verso l'interno degli abitanti della costa ionica, dove era diffusa la malaria. Nel IX secolo d.C., per difendersi dalle scorribande saracene, furono erette le mura; altre fortificazioni, tuttora esistenti, furono costruite nel XV secolo come difesa dai Turchi.
Con l'avvento del feudalesimo Salve fu dominata da diverse famiglie nobiliari: i dell'Antoglietta (Natoli, de Nanteuil-Chattilon), i Caracciolo, gli Altavilla, i del Balzo, i Cardone degli Aragonesi Fisci che furono viceré di Lecce e Sicilia discendenti di Raymondo Folch De Cardona, marchesi di Melito, Casalbottaccio, Chiusi, Archi, i Francavilla, gli Scaglione, gli Zito, i Montefusco, i Valentini, i Gallone. Giacomo Natoli (dell'Antoglietta), discendente del re di Francia, Barone di Fragagnano, di Ruffano, Altavilla, Casalecchio, Santa Digna, Casavecchia, di Morciano, di Francavilla, di Monteiasi, marito di Margherita Ruffo, scambiò il feudo di Morciano con quello di Salve con Ruggero Sambiasi. I Duchi di Salve costruirono a Napoli (nel quartiere del Vomero) la loro dimora chiamata Villa Salve (che, a seguito del matrimonio della duchessa Emma Gallone con Antonio Winspeare fu chiamata anche Villa Winspeare).
Nel 1563 fu terminata la costruzione della torre in pietra di Torre Pali, eretta dagli Spagnoli insieme a molte altre su tutta la costa salentina. La torre, che sorge dal mare, si trova a circa 13 km a ovest di Santa Maria di Leuca. Le torri servivano per avvistare le navi barbaresche e per allarmare così tempestivamente tutto il territorio salentino, mediante l'accensione di fuochi di segnalazione. La torre ha dato il nome all'omonima frazione del comune.
Nel 1930 fu avviata la grande bonifica delle coste ioniche salentine, terminata nel secondo dopoguerra. Grazie a tali opere è stato possibile utilizzare le spiagge della costa e si è sviluppato il turismo balneare, che oggi costituisce una delle principali risorse economiche del comune.

### Simboli
Lo stemma e il gonfalone sono stati concessi con decreto del presidente della Repubblica dell'8 maggio 1992.
(D.P.R. 8 maggio 1992)
Lo stemma di Salve è formato da una "S" su cui poggia una colomba bianca che regge un ramoscello d'ulivo nel becco.
Il gonfalone è un drappo di azzurro.

## Monumenti e luoghi d'interesse

### Architetture religiose

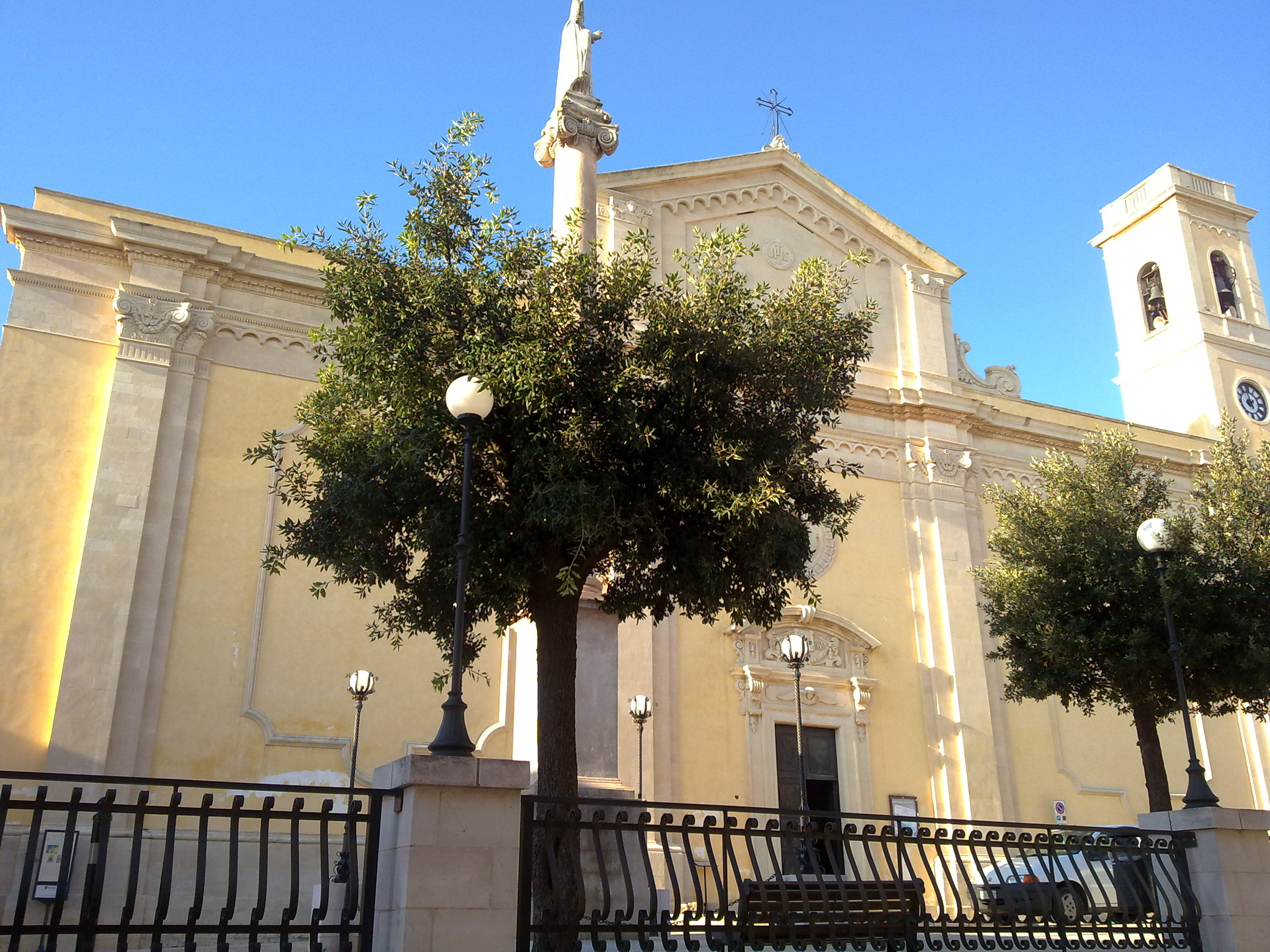
Chiesa di San Nicola Magno

#### Chiesa madre di San Nicola Magno
La Chiesa madre di San Nicola Magno risale nella parte più antica al VI secolo; restaurata e ampliata una prima volta tra il 1577 e il 1593, assunse l'aspetto attuale nel 1672. Sorta molto probabilmente sulle rovine di un tempietto dedicato al dio Giano, l'antica chiesa, dedicata al SS. Salvatore, corrisponde alla porzione di campata che attualmente precede l'altare maggiore. Oggi la parrocchiale ha una sola grande navata ed il coro, che sono risultato di una serie di interventi in tempi diversi. Il coro, distrutto nel dicembre del 1931 da un incendio, venne ripristinato solo nel 2004 con un'opera in noce boliviano dell'artigiano Giuseppe Valente di Miggiano. Nel 1672 la chiesa è completata con l'abside, la torretta dell'orologio e con il campanile, quest'ultimo ricostruito nel 1954 in seguito al rifacimento della facciata (1950).
Di particolare rilievo è l'organo a canne del 1628, opera del comasco Giovanni Battista Olgiati e di Tommaso Mauro di Muro Leccese. La chiesa ospita pregevoli altari barocchi in pietra leccese dedicati a San Nicola (1653), al Crocifisso (1683), all'Immacolata (1781) e a San Vito (1807). Nel 1704 vennero realizzate, da Cesare Penna il giovane, le decorazioni e gli stucchi della volta antistante il presbiterio. Nell'abside si distinguono due pregevoli tele dello scultore locale Vito Russo.

#### Chiesa di Sant'Antonio da Padova
La Chiesa di Sant'Antonio da Padova fu costruita nella seconda metà del Novecento ampliando l'antica cappella di Santa Maria risalente al XVI secolo. I lavori di ampliamento dell'edificio furono avviati nel 1950 e presenta una pianta a croce latina rovesciata; il transetto corrisponde all'antica cappella.
La facciata, in pietra leccese, presenta un ingresso ad arco a tutto sesto in bugnato sormontato da un rosone centrale e da una grande croce. Il coronamento è a doppio spiovente e termina con tre statue di cui quella centrale raffigura la Vergine. L'interno custodisce due affreschi della seconda metà del Cinquecento rappresentanti l'Annunciazione, datato 1586, e il Giudizio Universale.

#### Chiesa di Santu Lasi (San Biagio)
La Chiesa di San Biagio, localmente conosciuta con il nome di Santu Lasi, fu riedificata nel 1716 su una struttura altomedievale crollata nel XVII secolo. La chiesa sorge nei pressi dell'omonima masseria cinquecentesca dotata di una torre colombaia cilindrica del 1577.
Presenta una sobria facciata, con portale e finestra centrali, su cui è scolpito lo stemma del comune di Salve datato 1717. L'interno a navata unica custodisce una statua in pietra di San Biagio (1717) e tracce di affreschi di varie epoche. La chiesa ha dato il nome (Casale San Biagio) a un antico villaggio di origine messapica di cui si ignora il vero nome.

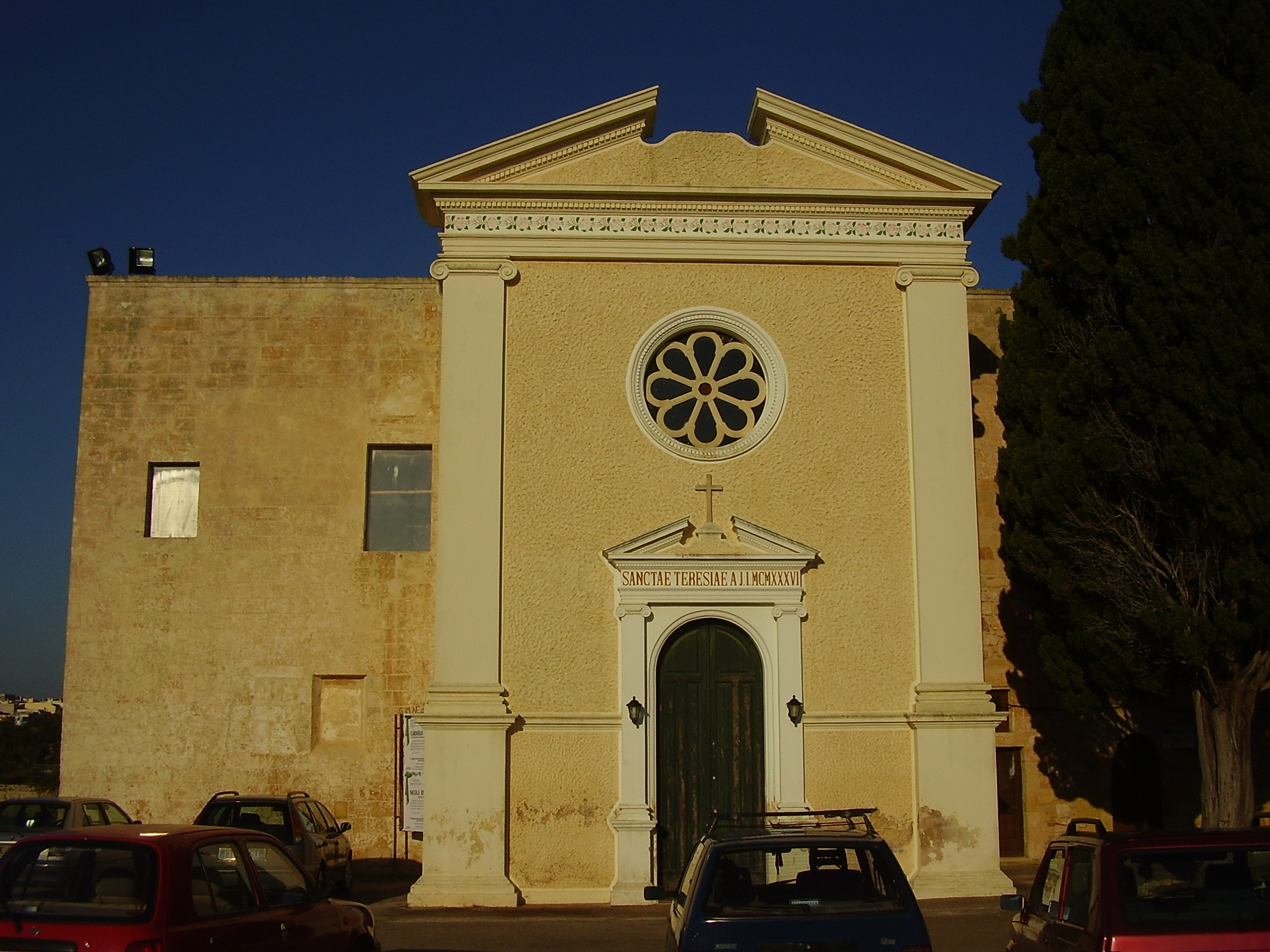
Chiesa di Santa Teresa

#### Altre chiese
- Santuario di Santa Teresa del Bambino Gesù, edificato nella prima metà del Novecento restaurando la cappella di San Francesco dell'antico convento dei Cappuccini.
- Chiesetta dei Santi Cosma e Damiano, 1617.
- Cappella della Madonna del Carmine, XVII secolo.
- Cappella di Sant'Anna, fine XVIII secolo.
- Cappella del Ss. Crocifisso, 1593.
- Cappella della Madonna di Loreto o delle Fogge, 1677.
- Cappella della Madonna delle Gnizze, fine XVI secolo.
- Chiesa di San Giovanni XXIII, XX secolo, a Marina di Pescoluse.

### Architetture civili

#### Palazzo Ceuli

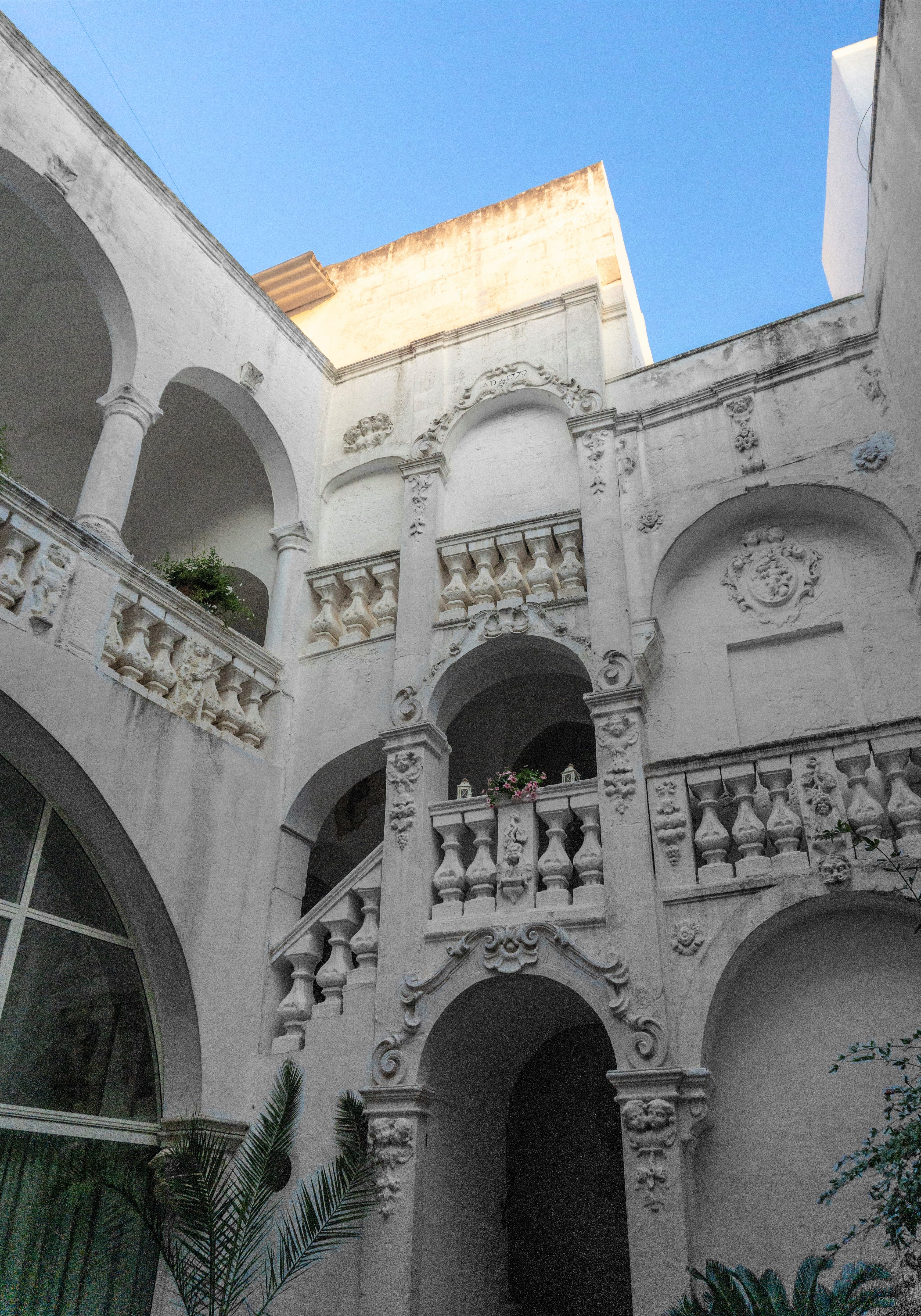
Cortile di Palazzo Ceuli

Palazzo Ceuli è un edificio civile edificato in un periodo antecedente al XVI secolo. La facciata è caratterizzata da due balconi seicenteschi in pietra sorretti da mensole, da un portale in pietra bugnato, e con il portone in legno di quercia. Attraverso il portale si accede alla parte storica del palazzo e al cortile interno decorato con intagli, volute, targhe, putti, motivi floreali e religiosi.
Una scala ampliata e decorata in stile barocco nel 1770 dall'architetto Felice De Palma di Alessano conduce ai due piani superiori. Particolare da segnalare la presenza del giglio sulle colonnine della scala.
La parte storica e rappresentativa, nel corso dei secoli, fu di proprietà di varie famiglie tra le quali i Ceuli, i Montinari, i Mauro.
Fino al 2001 è stata di proprietà di Monsignor Giuseppe Pepe ed attualmente è della Signora Maria Luisa Pepe.

#### Masserie
- Masseria Borgino
- Masseria Don Cesare
- Masseria Fano
- Masseria Pali
- Masseria Santu Lasi

#### Frantoi ipogei

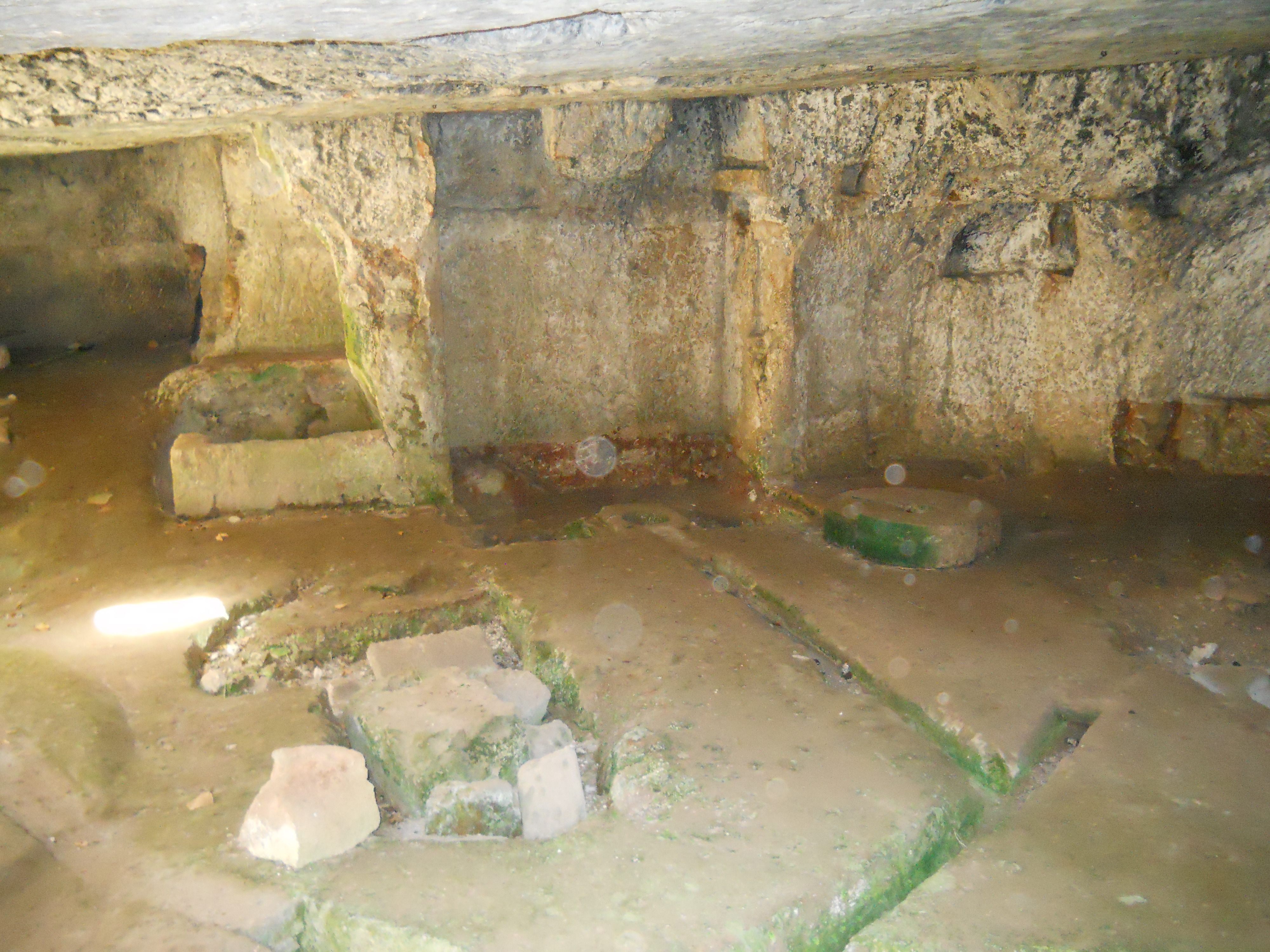
Frantoio "Le Trappite"

- Frantoio Ipogeo Le Trappite, risalente al 1601 e interamente scavato nella roccia. Sono ancora individuabili le strutture produttive: macine, botole, sedili, cisterne.

### Architetture militari

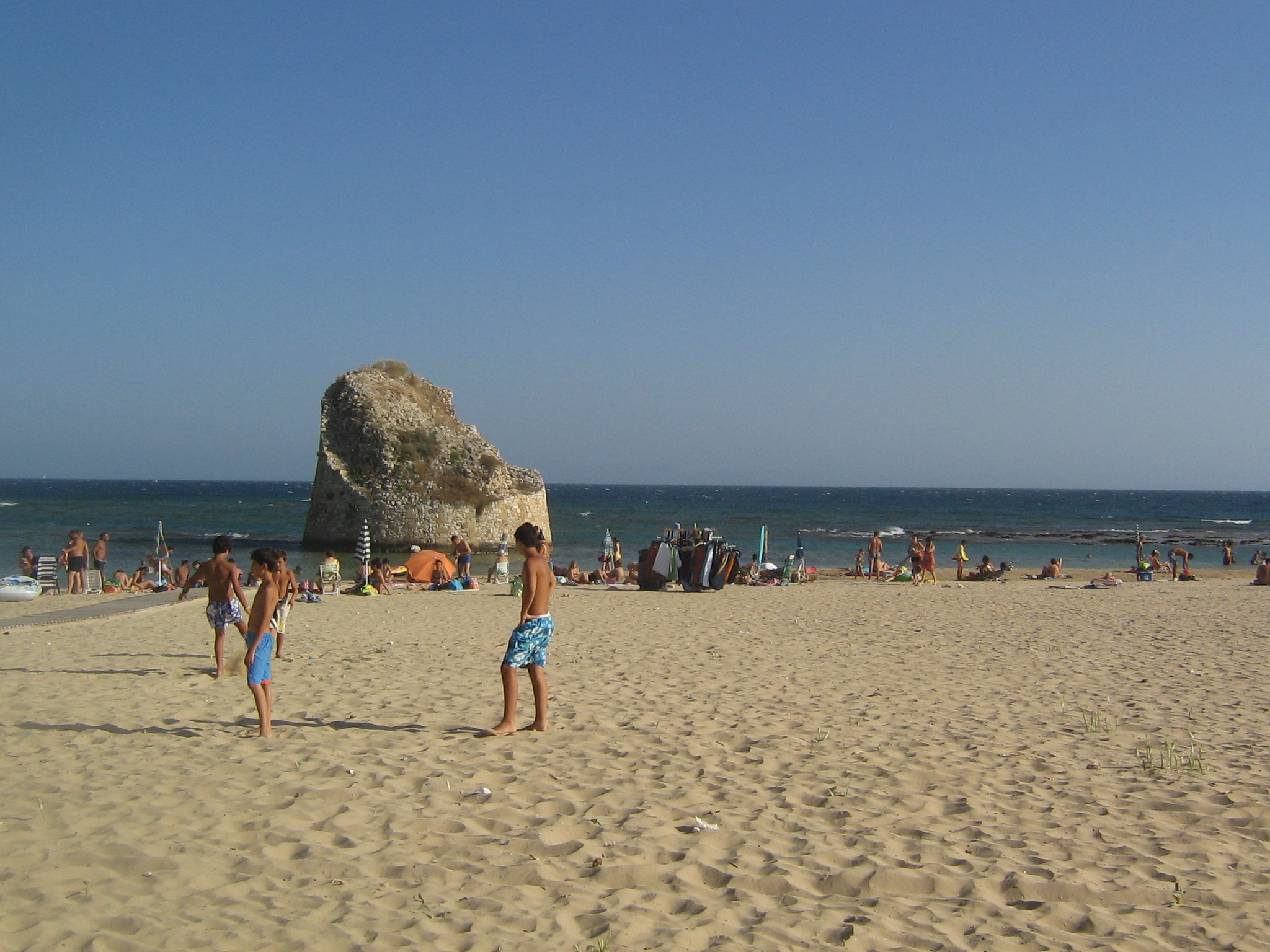
Torre Pali

- Casa-Torre dei Montano, alla torre del 1563 fu addossato un palazzo seicentesco con il quale costituisce un unico complesso architettonico.

#### Torre Pali
Torre Pali è una delle numerose torri di avvistamento costiere fatte costruire nel XVI secolo da Carlo V per difendere il territorio salentino dalle invasioni dei pirati saraceni. Edificata fra il 1563 e il 1576, la costruzione si trovava interamente sulla terraferma ma a causa dell'erosione costiera attualmente si trova completamente circondata dalle acque del mare a circa 15 metri dalla costa.
La torre a pianta circolare, di cui rimane solo il basamento, si sviluppava su due piani e doveva presentare feritoie nella parte superiore.

### Siti archeologici
- Chiusa dei Fani, insediamento messapico abitato a più riprese dal 1550 a.C. al 470 a.C.
- Spigolizzi, villaggio dell'Età del Bronzo Medio (XVI-XV secolo a.C.)
- Grotta Montani e Grotta Febbraro
- Tumuli in località "don Cesare" e Tomba Megalitica in località "Montani".

#### Dolmen
- Dolmen ipogeico "Argentina" e Dolmen "Cosi" (Marina di Pescoluse)

### Aree naturali

#### Canale dei Fani
Si tratta di un ampio canalone di origine erosiva le cui sponde presentano un sistema di terrazzamenti coltivati ad ulivi. Molto ricca è la vegetazione; sono presenti monumentali alberi di noce, orchidee selvatiche, carrubi secolari e piante rarissime come l'Iris Unguicularis Poir ed il Vitex Agnus-Castus. Lungo i costoni si distendono formazioni cespugliose di gariga, lentisco e arbusti caratteristici della macchia mediterranea. È presente un corso d'acqua perenne, alimentato da piccole sorgenti di acque sotterranee, percepibile nella presenza di una striscia più o meno continua di canneto a cannuccia di palude.

## Società

### Evoluzione demografica
Abitanti censiti

### Etnie e minoranze straniere
Al 31 dicembre 2017 a Salve risultano residenti 218 cittadini stranieri. Le nazionalità più rappresentate sono:

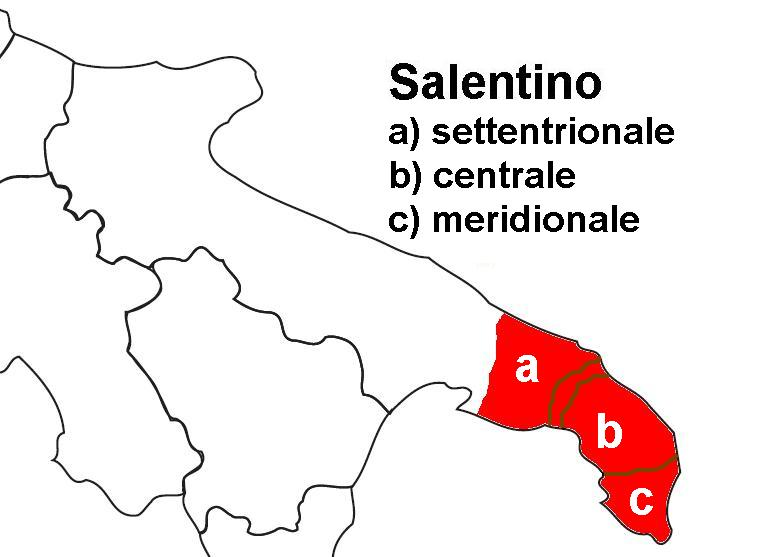
Diffusione del dialetto salentino

- Romania - 94
- Marocco - 45
- Svizzera - 24

### Lingue e dialetti
Il dialetto parlato a Salve è il dialetto salentino nella sua variante meridionale. Il dialetto salentino, appartenente alla famiglia delle lingue romanze e classificato nel gruppo meridionale estremo, si presenta carico di influenze riconducibili alle dominazioni e ai popoli stabilitisi in questi territori nei secoli: messapi, greci, romani, bizantini, longobardi, normanni, albanesi, francesi, spagnoli.

## Cultura

### Istruzione

#### Biblioteche
- Biblioteca Comunale "Lina Corciulo", ubicata presso il Centro Culturale di Palazzo Carida-Ramirez, in piazza Concordia.[17]

#### Scuole
Nel comune di Salve hanno sede una scuola dell'infanzia, una scuola primaria e una scuola secondaria di I grado appartenenti al locale Istituto Comprensivo Statale "Salve-Morciano-Patù", con sede in via Rosemberg a Salve.

## Economia
L'economia locale, basata per secoli sull'agricoltura, negli ultimi decenni si è incentrata principalmente sul turismo. Le località costiere del comune sono infatti divenute un'importante meta turistica e di conseguenza si sono sviluppate numerose realtà imprenditoriali e commerciali legate al settore (alberghi, agriturismi, camping, bed & breakfast, residence, case vacanza). Nell'entroterra, con la coltivazione dell'ulivo, si produce l'olio extravergine di oliva Terra d'Otranto.

## Infrastrutture e trasporti

### Strade
I collegamenti stradali principali sono rappresentati da:
- Strada statale 101; (Lecce – Gallipoli)
- Strada statale 274; (Gallipoli – Santa Maria di Leuca)

Il centro è anche raggiungibile dalle strade provinciali interne: SP73 Montesardo-Ruggiano-Salve, SP351 Salve-Morciano di Leuca-Patù, SP360 Presicce-Salve, SP339 Salve-Marina di Pescoluse.

### Ferrovie
Il comune è servito da una stazione ferroviaria, situata nella frazione di Ruggiano, posta sulla linea Novoli-Gagliano del Capo delle Ferrovie del Sud Est.

## Amministrazione
Di seguito è presentata una tabella relativa alle amministrazioni che si sono succedute in questo comune.
| Periodo          | Periodo          | Primo cittadino             | Partito                        | Carica              | Note   |
| ---------------- | ---------------- | --------------------------- | ------------------------------ | ------------------- | ------ |
| 29 giugno 1988   | 7 giugno 1993    | Rocco Chirivì               | Democrazia Cristiana           | Sindaco             | [ 19 ] |
| 7 giugno 1993    | 4 gennaio 1995   | Luigi Siciliano             | lista civica                   | Sindaco             | [ 19 ] |
| 28 gennaio 1995  | 24 aprile 1995   | Romolo Gusella              |                                | Comm. pref.         | [ 19 ] |
| 24 aprile 1995   | 18 febbraio 1998 | Claudio Martella            | centro-sinistra                | Sindaco             | [ 19 ] |
| 18 febbraio 1998 | 25 maggio 1998   | Romolo Gusella              |                                | Comm. straordinario | [ 19 ] |
| 27 maggio 1998   | 30 novembre 1998 | Romolo Gusella              |                                | Comm. straordinario | [ 19 ] |
| 30 novembre 1998 | 27 maggio 2003   | Giovanni Pasquale Siciliano | centro-destra                  | Sindaco             | [ 19 ] |
| 27 maggio 2003   | 15 aprile 2008   | Giovanni Pasquale Siciliano | centro-destra                  | Sindaco             | [ 19 ] |
| 15 aprile 2008   | 27 maggio 2013   | Vincenzo Passaseo           | lista civica                   | Sindaco             | [ 19 ] |
| 27 maggio 2013   | 10 giugno 2018   | Vincenzo Passaseo           | lista civica Insieme per Salve | Sindaco             | [ 19 ] |
| 10 giugno 2018   | 15 maggio 2023   | Francesco Villanova         | lista civica Con noi per Salve | Sindaco             | [ 19 ] |
| 15 maggio 2023   | in carica        | Francesco Villanova         | lista civica Con noi per Salve | Sindaco             | [ 19 ] |

## Sport

### Calcio
Diverse sono state le società calcistiche che hanno disputato campionati di calcio federali nel corso degli anni. Dalla A.C. Salve, che ha militato nei campionati di Prima, Seconda e Terza Categoria all'Intersalve. L'Azzurra Salve si è classificata al 2º posto provinciale nel Campionato Giovanile Juniores FIGC nel 2011. La F.C. Salve, più recentemente, vincendo il campionato di terza categoria nel 2017, è riuscita a risalire negli anni in Prima Categoria, sino alla sospensione causa pandemia nella primavera 2020. Attualmente l'Atletico Salve milita in Terza Categoria.

### Pallavolo
La prima storica squadra di pallavolo è stata la "G.S. Fiamma Assiolimpia" a cavallo fra gli anni '80 e '90. A partire dal 2001, per alcuni anni, è stata attiva la "ASD Salvius". Attualmente opera, dal 2008, la "ASD Pallavolo Salve", sodalizio artefice di numerose vittorie in campo giovanile e capace di lanciare diversi atleti nel panorama del volley nazionale.

### Impianti sportivi
La piscina comunale di Salve, sita in via Vittorio Veneto, è stata realizzata nel 2000. Ospitava una scuola di nuoto ed un centro di riabilitazione fisioterapica ma temporaneamente è chiusa. Lo stadio comunale "Francesco Ciullo", recentemente dotato di manto in erba sintetica, è ubicato sulla strada provinciale Salve-Ruggiano. È in completamento la realizzazione di un palazzetto dello sport nella frazione di Ruggiano.